# Luc Van Looy
Luc Van Looy S.D.B. (Tielen, 28 september 1941) is een Belgische salesiaan en bisschop. Van 2004 tot 2019 was hij de 30ste bisschop van bisdom Gent.

## Levensloop
Luc Van Looy is de zoon van August Van Looy en Margarita Gevers. Na het doorlopen van het basisonderwijs in zijn geboortedorp Tielen, en het secundair onderwijs in Turnhout en Hechtel, trad hij in 1961 in bij de congregatie van de Salesianen van Don Bosco. Hij studeerde eerst filosofie in Groot-Bijgaarden en vertrok daarna naar Korea. Daar kreeg hij een praktische pedagogische vorming en behaalde hij tegelijkertijd het licentiaatsdiploma muziek (specialisatie piano). 
Vervolgens studeerde hij aan de KU Leuven theologie waar hij in 1972 promoveerde tot licentiaat in de missiologie. Ondertussen was hij op 12 september 1970 in Oud-Heverlee tot priester gewijd door Mgr. Paul Constant Schoenmaekers.
In Korea was hij eerst in het aartsbisdom Kwangju (Zuid-Korea) leraar moraal en godsdienst in het hoger secundair onderwijs en verantwoordelijke voor de studentenpastoraal. Daarna was hij tussen 1974 en 1984 verantwoordelijke voor de studentenpastoraal in het aartsbisdom Seoel, coördinator studentenpastoraal voor heel Oost-Azië, Provinciaal van de salesianen in Korea en voorzitter van de Hogere Oversten in Korea.
Vanaf 1984 tot zijn benoeming tot bisschop van Gent werkte Mgr. Van Looy in het generaal huis van de salesianen van Don Bosco in Rome. Hij werd lid van de Algemene Raad van de salesianen en verantwoordelijke voor de salesiaanse missies. In die laatste hoedanigheid bezocht hij missies in Afrika en Latijns-Amerika. Daarna werd hij verantwoordelijk voor de salesiaanse jeugdpastoraal. Sinds 1996 was hij vicaris-generaal van de Algemeen Overste van de salesianen (eerst onder Juan Edmundo Vecchi, daarna onder Pascual Chavez) en verantwoordelijke voor de Salesiaanse Familie. Tegelijkertijd was hij sinds 1995 kerkelijk assistent bij de World Union of Catholic Teachers (W.U.C.T.).

## Bisschop

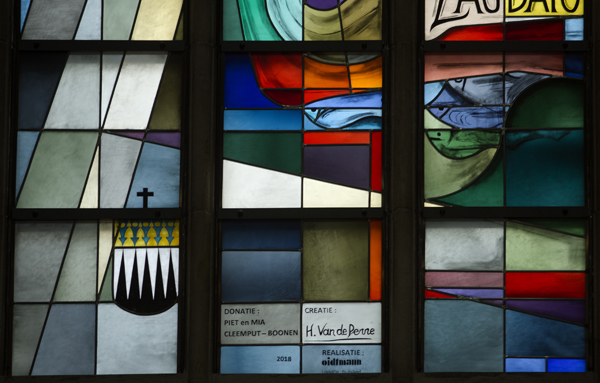
Raam met het wapen van Mgr. Van Looy, in de Sint-Baafskathedraal

Op 19 december 2003 werd Mgr. Van Looy door paus Johannes-Paulus II tot bisschop van Gent benoemd. Op 1 februari 2004 werd hij in de Sint-Baafskathedraal tot bisschop gewijd. Zijn bisschopsleuze luidt: "In Nomine Patris" (In de Naam van de Vader). Hij was 62 jaar. Op 28 september 2016 heeft hij, op zijn 75ste verjaardag, zijn ontslag aan paus Franciscus aangeboden. De paus verlengde zijn mandaat tot 28 september 2018 en aanvaardde daarna in december van dat jaar het ontslag van de bisschop.

## Afgewezen kardinaalstitel
Op zondag 29 mei 2022 kondigde paus Franciscus de creatie aan van 21 nieuwe kardinalen. Onder hen bisschop-emeritus Luc Van Looy. Het ging om een eretitel, want gezien zijn leeftijd zou hij, bij een volgende pauskeuze, geen stemrecht binnen het College van Kardinalen hebben. Op de benoeming kwam kritiek van onder meer de werkgroep 'Mensenrechten in de Kerk' (geleid door emeritus priester Rik Devillé), omdat Van Looy onvoldoende zou zijn opgetreden tegen een priester beschuldigd van kindermisbruik. Van Looy vroeg daarop aan de paus dispensatie van de kardinaalstitel te krijgen, om de slachtoffers van het misbruik niet te kwetsen. Zijn verzoek werd ingewilligd en de benoeming ging niet door. Hij kreeg wel een kardinaalsring van de paus die volgens Van Looy enkel een persoonlijk geschenk is en niet canoniek van belang.

## Bijkomende functies
Namens de Belgische bisschoppen was Mgr. Van Looy bisschop-referent voor: Interdiocesane Commissie van het Kerkelijk Patrimonium (CRKC); Het Interdiocesaan Pastoraal Beraad; Caritas Catholica Vlaanderen; Interdiocesane Raad voor het Apostolaat (IRA); Commissie Rechtvaardigheid en Vrede/Netwerk Caritas Solidariteit; Broederlijk Delen; Welzijnszorg; Het Kerkwerk Multicultureel Samenleven; Pax Christi Vlaanderen.
Op 29 maart 2014 werd Mgr. Van Looy door paus Franciscus benoemd tot lid van de Congregatie voor de Instituten van Gewijd Leven en Gemeenschappen van Apostolisch Leven.
Op 21 mei 2014 werd Mgr. Van Looy tijdens het overleg van de verantwoordelijken van Caritas Europa in het Nederlandse Soesterberg verkozen tot voorzitter in opvolging van de Luxemburger prof. dr. Erny Gillen. Hij nam zijn voorzitterschap op in mei 2015. 
Sinds 6 juni 2015 is hij ook als lid van de raad van bestuur van Caritas Internationalis gecoöpteerd door paus Franciscus.

## Publicaties
- Pasen, een nieuwe toekomst (vastenpreken 2004), Halewijn, 2004
- God ziet in het donker (vastenpreken 2005), Halewijn, 2005
- Binnenstebuiten, pleidooi voor een aansprekende kerk, Halewijn, 2005
- Nog nooit heeft een mens zo gesproken (vastenpreken 2006), Halewijn, 2006
- Alles begon met God, 2007
- Netwerker van God voor de mensen (gesprekken met Mgr. Luc Van Looy, opgetekend door TERTIO-redacteur Emmanuel Van Lierde), Halewijn, 2017
- In de Naam van de Vader (365 fragmenten uit homilieën en toespraken van de bisschop), Halewijn, 2018